# Esclavos fugitivos en los Estados Unidos

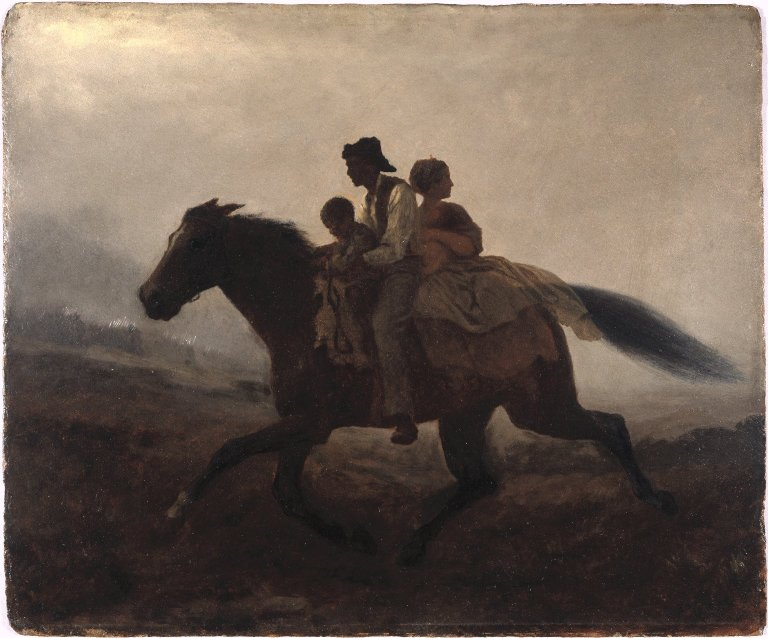
A Ride for Liberty - The Fugitive Slaves (1862), de Eastman Johnson.

El fenómeno de los esclavos fugitivos y que buscan obtener la libertad es tan antiguo como la institución de la esclavitud misma. En la historia de la esclavitud en los Estados Unidos, los esclavos fugitivos eran los esclavos que escapaban de su dueño y viajaban sin autorización; en general, trataban de llegar a estados o territorios en los que la esclavitud estaba prohibida, incluyendo Canadá en el norte y México en el sur. La mayoría de las leyes relativas a la esclavitud trataba de controlar los viajes de esclavos al obligarles a llevar salvoconductos oficiales si viajaban sin un dueño. 
La aprobación de la Ley de esclavos fugitivos de 1850, aprobada en el Compromiso de 1850, aumentó las penas contra los esclavos fugitivos y las personas que los ayudasen. Debido a esto, los esclavos fugitivos trataban de salir de los Estados Unidos en general, viajando a Canadá o México. Hasta 1865, año en el que se prohíbe la esclavitud en los Estados Unidos, aproximadamente 100 000 esclavos escaparon hacia la libertad, esto supone un 2,5% de los aproximadamente 4 millones de esclavos que estaban censados en 1860, antes del inicio de la guerra de Secesión.

## Historia
La Constitución de los Estados Unidos en su texto normas para proteger a la esclavitud, y la Ley de Esclavos Fugitivos de 1793 implementó las reglas que se requerían de los ciudadanos para ayudar a devolver a los esclavos fugitivos a sus dueños. En la práctica, tanto los ciudadanos como los gobiernos de los estados libres a menudo apoyaban la fuga de esclavos fugitivos. Los primeros esclavos fugitivos en EE. UU. eran buscados según la ley auxiliar, pero en las primeras fases solo incluían carteles, folletos, etc.
La Ley de esclavos fugitivos de 1850 fortaleció las disposiciones para la recaptura de los esclavos, y no les ofrecía ninguna protección en el sistema de justicia. Los cazadores de recompensas y civiles podían legalmente capturar esclavos fugitivos en el Norte, o cualquier otro lugar, utilizando poco más que una declaración jurada, y devolverlos al dueño del esclavo. 

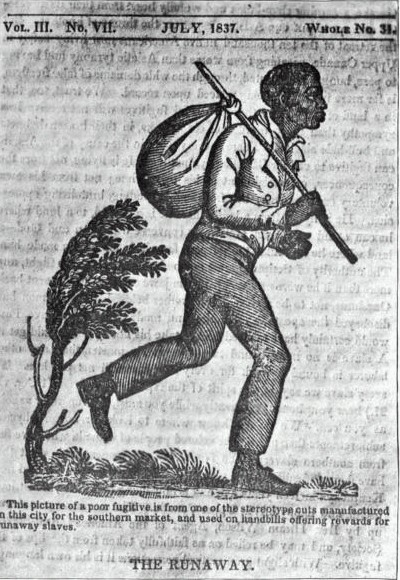
Cartel esclavo fugitivo

Muchos esclavos que habían escapado a su regreso tenían que hacer frente a duros castigos como la amputación de las extremidades, latigazos, marcado, y muchos otros actos horribles.
Las personas que ayudaban a los esclavos fugitivos eran acusadas y castigadas conforme a esta ley. En el caso deAbleman v. Booth, fue acusado de ayudar a escapar a Glover en Wisconsin impidiendo su captura por agentes federales. El Tribunal Supremo de Wisconsin dictaminó que la Ley de Esclavos Fugitivos de 1850 era inconstitucional ya que obligaba a los Estados a ir en contra de sus propias leyes de protección de la esclavitud. El caso Ableman contra Booth fue apelado por el gobierno federal a la Corte Suprema de Estados Unidos, que confirmó la constitucionalidad de la ley.
Muchos estados trataron de anular la nueva ley de esclavos o prevenir la captura de esclavos fugitivos mediante la creación de nuevas leyes para proteger sus derechos. Una de las más notables fue la Ley de Libertad de Massachusetts. Esta ley fue aprobada con el fin de evitar que los esclavos fugitivos fuesen devueltos a sus amos a través de secuestro por agentes federales o cazadores de recompensas.
El Ferrocarril subterráneo se había desarrollado como una forma en la que negros y blancos libres (y a veces también esclavos) ayudaban a esclavos fugitivos para que alcanzaran la libertad en los estados del norte. Se establecieron "estaciones" en casas particulares, iglesias, cuevas, establos y lugares ocultos, para dar cobijo a los esclavos fugitivos durante su camino. Las personas que mantenían las estaciones proporcionaban alimentos, ropa y refugio a los fugitivos, y algunas veces eran guías a lo largo del camino. Esta es probablemente una de las formas más conocidas en la que los abolicionistas ayudaron a los esclavos del sur y en los estados del norte. De esta manera los esclavos iban de casa en casa de cualquiera de los blancos y los negros libres donde recibirían refugio, alimentos, ropa, etc. 
Cuando los dueños se daban cuenta de que algunos de sus esclavos se habían escapado, hacían todo lo posible para encontrar su "propiedad" perdida. Se colgaban folletos, se preparaban grupos para encontrarlos, y en virtud de la nueva ley de esclavos fugitivos, ahora se podría enviar agentes federales al norte para extraditarlos. Esta nueva ley también aumentó el número de cazadores de recompensas en el juego de devolver esclavos a sus amos; un "esclavo", que ya se había liberado podía ser llevado de vuelta al sur para ser vendida como esclavo si no tenían los documentos que probasen su libertad. En 1851 hubo un caso de un camarero negro que trabajaba en un café que fue secuestrado por agentes federales en nombre de John Debree, que reclamaba al hombre de ser su propiedad. A pesar de que el hombre se había escapado antes, su caso fue presentado ante el Tribunal Supremo de Massachusetts para ser juzgado.

## El Ferrocarril subterráneo

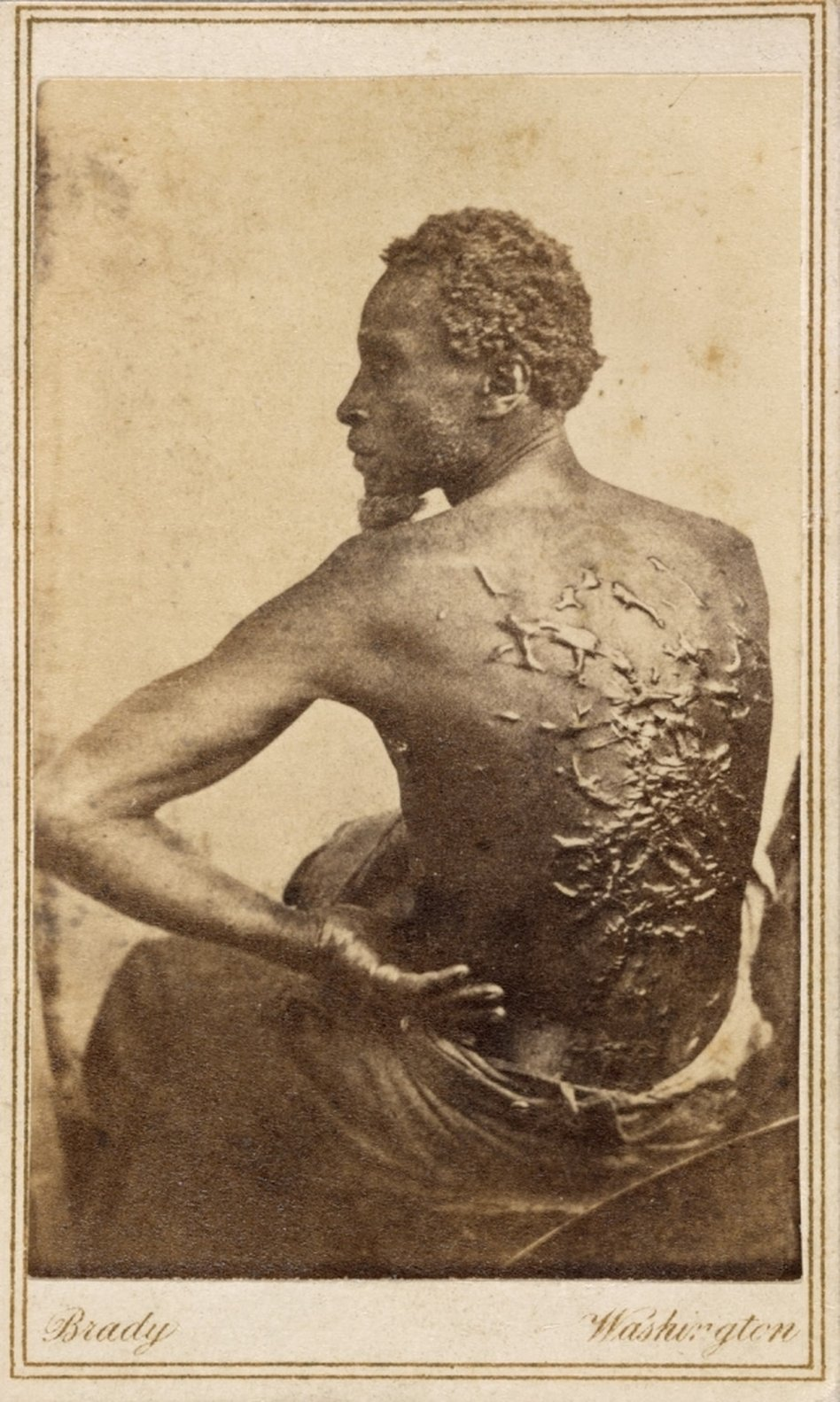
El esclavo fugitivo Gordon en 1863 durante su examen médico en un campo de la Unión.

El ferrocarril subterráneo era una red de abolicionistas blancos y negros que entre 1816 y el final de la Guerra Civil, ayudaron a los esclavos fugitivos a escapar hacia la libertad. Miembros de la Sociedad Religiosa de los Amigos (Cuáqueros), bautistas, metodistas y otras sectas religiosas ayudaron en el área operadora del ferrocarril subterráneo. El ferrocarril subterráneo era inicialmente una ruta de escape que ayudaba a los fugitivos esclavos afroamericanos a llegar a los estados del norte; Sin embargo, la aprobación de la Ley de Esclavos Fugitivos de 1850, así como otras leyes que ayudaban a los estados del sur en la captura de esclavos fugitivos, resultó que el ferrocarril subterráneo utilizara como un mecanismo para llegar a Canadá. Canadá era un refugio seguro para los esclavos afroamericanos porque Canadá ya había abolido la esclavitud en el año 1783. Los negros en Canadá también igual protección ante la ley. La conocida guía de ferrocarril subterráneo Harriet Tubman se dice que ayudó a unos 300 esclavos a huir a Canadá.
Entre las personas que aumentaron o ayudaron a otros en la obtención de la libertad a través del ferrocarril subterráneo se encuentran:
- Henry "Box" Brown
- Elizabeth Margaret Chandler
- Levi Coffin
- Frederick Douglass
- Calvin Fairbank
- Thomas Garrett
- Laura Smith Haviland
- Lewis Hayden
- Josiah Henson
- Isaac Hopper
- Roger Hooker Leavitt
- Samuel J. May
- John Parker
- John Wesley Posey
- John Rankin
- Alexander Milton Ross
- David Ruggles
- Samuel Seawell
- William Still
- Sojourner Truth
- Harriet Tubman
- Charles Augustus Wheaton

## Fugitive Slave Act of 1850
La Ley de Esclavos Fugitivos de 1850, parte del Compromiso de 1850, fue una ley aprobada por el Congreso que declaraba que todos los esclavos fugitivos debían ser devueltos a sus amos. Debido a que el Sur aceptó que California entrara como un estado libre, se creó la Ley de Esclavos Fugitivos de 1850. La ley fue aprobada el 18 de septiembre de 1850, y que fue derogada el 28 de junio de 1864. La ley reforzaba la autoridad del gobierno federal en la captura de esclavos fugitivos. La Ley autorizaba a los agentes federales a exigir a los ciudadanos transeúntes del norte que ayudaran en la captura de los presuntos fugitivos. Muchos norteños percibían la ley como una forma en la que el gobierno federal excedía sus límites de autoridad, debido al hecho de que la ley podría ser utilizada para forzar a los norteños a actuar en contra de sus creencias antiesclavistas. Muchos estados del norte adoptaron leyes de “Libertad Personal” que proveían de pases que impedían el secuestro de presuntos esclavos fugitivos; Sin embargo, en el caso judicial conocido como Priggs contra Pensilvania, las leyes de la libertad personal, fueron declaradas inconstitucionales por considerar que la captura de esclavos fugitivos era una cuestión federal en el que los estados no tenían el poder para interferir.

## Harriet Tubman
Una de las esclavas fugitivas más conocidas de la historia y guía del ferrocarril subterráneo de América fue Harriet Tubman. Nacida en esclavitud en el condado de Dorchester, Maryland, alrededor de 1822, la adolescente Tubman joven se escapó de la plantación de su dueño en 1849. Entre 1850 y 1860, regresó en repetidas ocasiones al Sur para ayudar a los partidarios de que otros esclavos obtuviesen la libertad, guiándolos a través de las tierras que conocía bien. Ayudó a unas 300 personas aproximadamente a escapar de la esclavitud, incluidos sus padres. Durante este tiempo, había una recompensa de 40 000 dólares por ella, para cualquiera que pudiera capturarla y llevarla de vuelta a la esclavitud. Muchos la llaman la "Moisés de su pueblo." Durante la guerra civil americana, Harriet Tubman también trabajó como espía y como enfermera en Port Royal, Carolina del Sur.

## Otras lecturas
- Baker, H. Robert, “The Fugitive Slave Clause and the Antebellum Constitution,” Law and History Review 30 (Nov. 2012), 1133–74.
- Bland, Lecater. Voices of the Fugitives: Run-away Slave Stories and Their Fictions of Self Creation (Greenwood Press, 2000)